# Obrera (métro de Mexico)
Obrera est une station de la ligne 8 du métro de Mexico, située au sud de Mexico, dans la délégation Cuauhtémoc.

## La station
La station ouverte en 1994, doit son nom à la  Colonia Obrera; son emblème juxtapose un casque et deux roues d'engrenage, symboles de la main-d'œuvre ouvrière.